# Catocala deserta
Catocala deserta är en fjärilsart som beskrevs av Igor Kozhanchikov. Catocala deserta ingår i släktet Catocala och familjen nattflyn. Inga underarter finns listade i Catalogue of Life.